# Никола Игњатијевић
Никола Игњатијевић (рођен 12. децембра 1983. у Пожаревцу, одрастао у Великом Градишту) је српски фудбалер. Игра на позицији левог бека и левог спољног фудбалера.

## Каријера
Прве фудбалске кораке направио је у Фудбалском клубу ВГСК из Великог Градишта, одакле као пионир прелази у редове ФК Црвена звезда, где успешно игра у свим млађим селекцијама, а у исто време је био и пионирски, кадетски и омладински репрезентативац СРЈ Југославије. По завршетку омладинског стажа са ФК Црвена звезда потписује петогодишњи професионални уговор, од којих је три године стално био на позајмицама код других клубова (ФК Јединство Уб, ФК Јавор), да би са доласком екипе Драгана Стојковића Пиксија са њим раскинут професионални уговор, када прелази у ФК Земун 2006. године.
Након тога игра за ФК Напредак, ФК Јавор, а у јуну 2009. прешао је (вратио се) у Црвену звезду. Пролећни део сезоне 2010/11. је провео на позајмици у Темишвару, а од 16. јула 2011. поново је био у Црвеној звезди. Дана 13. јануара 2012. споразумно је раскинуо уговор са клубом.
Од 2012. је био првотимац украјинског Премијерлигаша ФК Зорија из Луганска, где је по завршетку зимске полусезоне 2012/13, на основу гласања навијача за најбољег играча у том периоду, заузео друго место иза Иље Гаљуза, односно био је најбоље оцењени страни фудбалер у клубу.

## Трофеји

### Црвена звезда
- Куп Србије (1) : 2009/10.